# 瓦西里·尼古拉耶维奇·库兹涅佐夫
瓦西里·尼古拉耶维奇·库兹涅佐夫（俄语：Василий Николаевич Кузнецов，1989年6月28日—），俄羅斯男子羽毛球運動員。

## 簡歷
2013年，瓦西里·库兹涅佐夫與尼基塔·哈基莫夫合作，先後在斯洛文尼亞國際賽、斯洛伐克公開賽和挪威國際賽贏得男雙冠軍，又在俄羅斯大獎賽打進男雙四強。
2015年7月，瓦西里·库兹涅佐夫代表俄羅斯（Moscow State Forest University）出戰韓國光州市舉行的世界大學生運動會羽毛球比賽。
2015年8月，库兹涅佐夫參加印尼雅加達舉行的世界羽毛球錦標賽，與尼基塔·哈基莫夫合作出戰男子雙打項目，首圈就以1比2（21-17、11-21、11-21）不敵印度的普拉纳·杰里·乔普拉/艾谢·迪瓦卡出局。

## 主要比賽成績
只列出曾進入準決賽的國際賽事成績：
| 年份   | 賽事                   | 公開賽級別 | 項目     | 搭檔                | 成績   |
| ------ | ---------------------- | ---------- | -------- | ------------------- | ------ |
| 2012年 | 哈爾科夫羽毛球國際賽   | 國際挑戰賽 | 男子雙打 | 尼基塔·哈基莫夫     | 準決賽 |
| 2013年 | 斯洛文尼亞羽毛球國際賽 | 國際系列賽 | 男子雙打 | 尼基塔·哈基莫夫     | 冠軍   |
| 2013年 | 西班牙羽毛球公開賽     | 國際挑戰賽 | 男子雙打 | 尼基塔·哈基莫夫     | 準決賽 |
| 2013年 | 斯洛伐克羽毛球公開賽   | 未來系列賽 | 男子雙打 | 尼基塔·哈基莫夫     | 冠軍   |
| 2013年 | 俄羅斯羽毛球大獎賽     | 大獎賽     | 男子雙打 | 尼基塔·哈基莫夫     | 準決賽 |
| 2013年 | 挪威羽毛球國際賽       | 國際系列賽 | 男子雙打 | 尼基塔·哈基莫夫     | 冠軍   |
| 2013年 | 挪威羽毛球國際賽       | 國際系列賽 | 混合雙打 | 维多利亚·沃罗比娃   | 冠軍   |
| 2013年 | 土耳其羽毛球國際賽     | 國際系列賽 | 男子雙打 | 尼基塔·哈基莫夫     | 冠軍   |
| 2013年 | 土耳其羽毛球國際賽     | 國際系列賽 | 混合雙打 | 维多利亚·沃罗比娃   | 亞軍   |
| 2014年 | 愛沙尼亞羽毛球國際賽   | 國際系列賽 | 男子雙打 | 尼基塔·哈基莫夫     | 冠軍   |
| 2014年 | 波蘭羽毛球公開賽       | 國際挑戰賽 | 男子雙打 | 尼基塔·哈基莫夫     | 亞軍   |
| 2014年 | 斯洛文尼亞羽毛球國際賽 | 國際系列賽 | 男子雙打 | 尼基塔·哈基莫夫     | 亞軍   |
| 2014年 | 西班牙羽毛球公開賽     | 國際挑戰賽 | 男子雙打 | 尼基塔·哈基莫夫     | 準決賽 |
| 2015年 | 芬蘭羽毛球國際賽       | 國際系列賽 | 男子雙打 | 尼基塔·哈基莫夫     | 冠軍   |
| 2016年 | 世界大學生羽毛球錦標賽 | 其他       | 混合團體 | －                  | 季軍   |
| 2016年 | 布拉格羽毛球公開賽     | 國際挑戰賽 | 混合雙打 | 叶卡捷琳娜·博洛托娃 | 亞軍   |
| 2018年 | 捷克羽毛球國際賽       | 國際系列賽 | 男子雙打 | 帕维尔·帕拉津斯基   | 準決賽 |
| 2019年 | 德國羽毛球國際賽       | 未來系列賽 | 男子雙打 | Lukas Resch         | 準決賽 |

| 2007-2017年 | 首要超級賽 | 超級賽 | 黃金大獎賽 | 大獎賽 | 國際挑戰賽 | 國際系列賽 | 未來系列賽 | 其他 |

| 2018-2026年 | 總決賽 | 超級1000賽 | 超級750賽 | 超級500賽 | 超級300賽 | 超級100賽 | 國際挑戰賽 | 國際系列賽 | 未來系列賽 | 其他 |

### 奧運會和世錦賽參賽紀錄
|          | 搭檔            | 2014 | 2015 |
| -------- | --------------- | ---- | ---- |
| 男子雙打 | 尼基塔·哈基莫夫 | 48強 | 48強 |